# Этрог (фрукт)

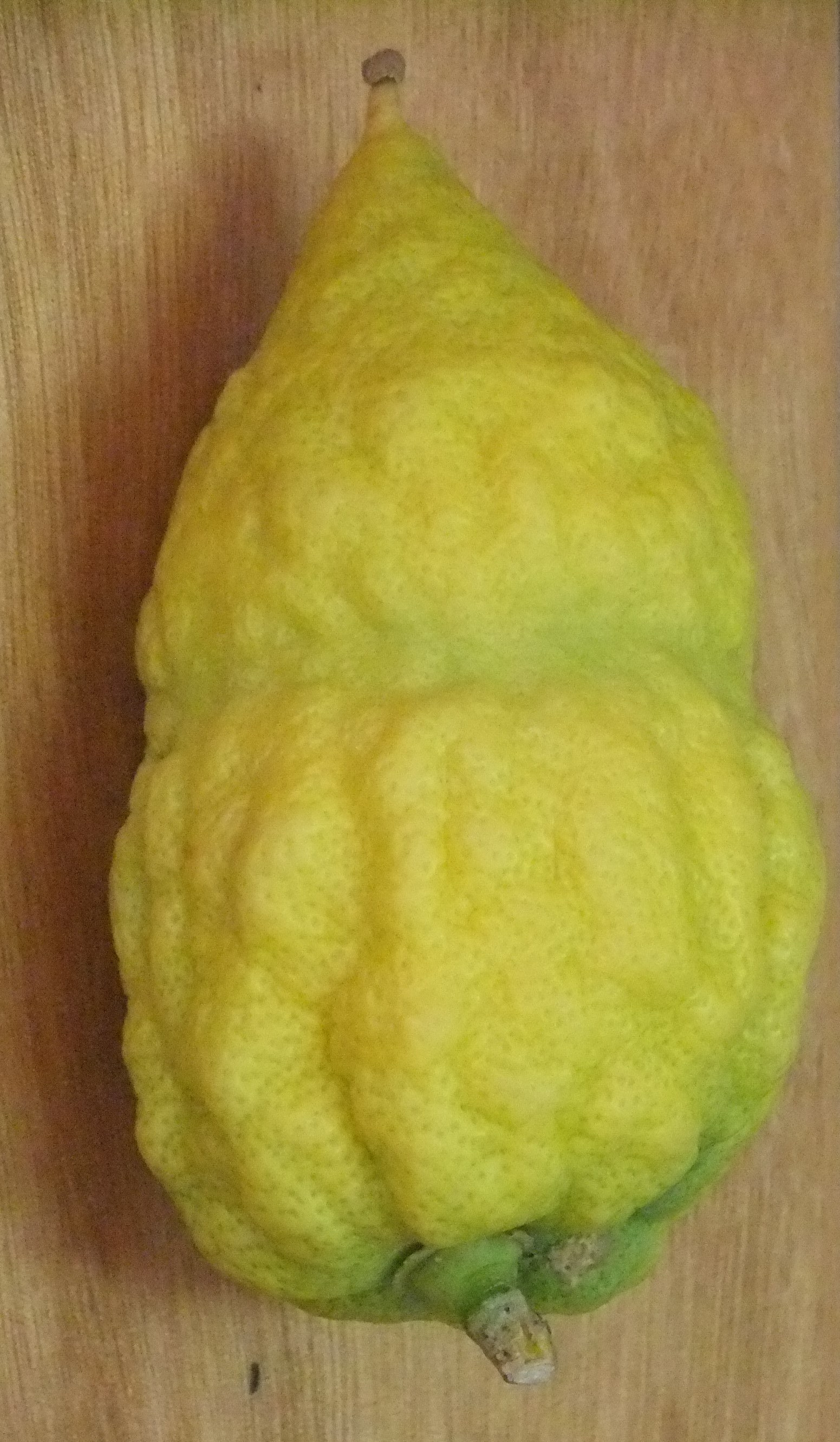
Израильский этрог с питамом и гартелем (выступом вокруг центра)

Этрог (ивр. אֶתְרוֹג‎, ашкеназский иврит: esrog) — жёлтый цитрон (лат. Citrus medica), используемый евреями во время недельного праздника Суккот как один из четырех видов (этрог, лулав, хадасс, арава) растений. Их берут в руки и держат или размахивают ими во время определённых частей праздничных молитв. Особое внимание уделяется выбору этрога для проведения ритуалов праздника Суккот.

## Этимология
Широко используется произношение «этрог» из сефардского иврита. Произношение на ашкеназском иврите — эсрог или эсриг. В научных трудах— этрог или этхрог. Название происходит от персидского названия плода вадранг, которое впервые появляется в Вендидаде. Связанные слова «торонг» (перс. ترنج‎,) и этруга (др.-евр. אַתְרוּגָּא‬). Слово также проникло в арабский язык как  أُتْرُجَّةِ‎ в частности упоминается в хадисе сборника Сахих Муслим. Редкая арамейская форма, этрунга (אֶתְרוּנְגָּא) имеет важное значение, поскольку сохраняет альвеолярный носовой звук (на что указывает нун) слова вадранг, также наблюдаемый в английском слове «orange».

## Таксономия
В современном иврите этрог — название любого цитрона, независимо от кошерности. Однако в общем употреблении — только ритуальные цитроны как один из четырёх видов растений на Суккот. Некоторые специалисты по таксономии ошибочно относили этрог к одной из разновидностей цитрона. Разные виды этрогов используют в ритуалах по решению соответствующего посека.

## Библейские ссылки
В первый день возьмите плоды величественных дерев, ветви пальм, ветви деревьев лиственных и речных ив; и веселитесь пред Господом, Богом вашим, семь дней.
— Книга Левит 23:40
Талмуд относит фразу «плоды величественных деревьев» (при эц хадар, ивр. פְּרִי עֵץ הָדָר‎) к этрогу.
В современном иврите слово «хадар» относится к роду Цитрус . Нахман (1194 — ок. 1270) предполагал, что это слово было первоначальным еврейским названием цитрона, а слово этрог было введено с течением времени и заимствовано из арамейского языка. Арабское название плода цитрона итранг (اترنج), упоминаемое в хадисах, также заимствовано из арамейского.

## Историческое культивирование
Этроги широко культивировались на Святой Земле во времена Второго Храма, и их изображения найдены во многих археологических памятниках той эпохи, включая мозаики в синагоге Маон, синагоге Бет Альфа и синагоге Хамат Тверия. Изображение этрога соседствовало рядом с другими важными религиозными символами, такими как шофар или менора . Этрог также встречается на многочисленных монетах Бар-Кохбы .
Археологические данные о цитрусовых ограничены, поскольку ни их семена, ни пыльца не были обнаружены в ходе археологических раскопок. Самым ранним свидетельством существования этрогов в Израиле является пыльца цитрона, обнаруженная при раскопках в Рамат-Рахель в 2012 году, датируемая вторым веком до нашей эры.

### В диаспоре
После падения Иерусалима в 70 г. э., изгнанные евреи культивировали цитрусовые сады везде, где позволял климат: в Южной Европе (Испания, Греция, Италия), а также в Северной Африке и Малой Азии . К XVII веку одними из самых популярных источников этрогов стали острова Корсика и Корфу.
С конца 1850-х годов Ассоциация «Плод доброго дерева» в подмандатной Палестине представляла интересы фермеров, выращивающих этроги, которые продавали свой урожай евреям в Европе.
Американские евреи продолжают импортировать большую часть своих праздничных этрогов из Израиля, за исключением времени шмиты, когда возникают галахические сложности с экспортом. Единственным коммерческим выращивателем этрогов в США является Джон Киркпатрик, не еврей, бывший председатель Совета по исследованиям цитрусовых на ранчо в городе Эксетер в долине Сан-Хоакин в Калифорнии. Он начал выращивать этроги в 1980 году, в 1995 году его партнёром стал Яаков Шломо Ротберг. В 2010 году у Киркпатрика было 250 этроговых деревьев, с которых собирали 3000 кошерных этрогов в год, при этом 9000 браковались из-за галахических требований. Другие производители в Калифорнии (Инга Дорош и Дэвид Слит, город Горда около Биг-Сура) не являются кошерными, так как не находятся под надзором раввина.

## Требования

### Питам

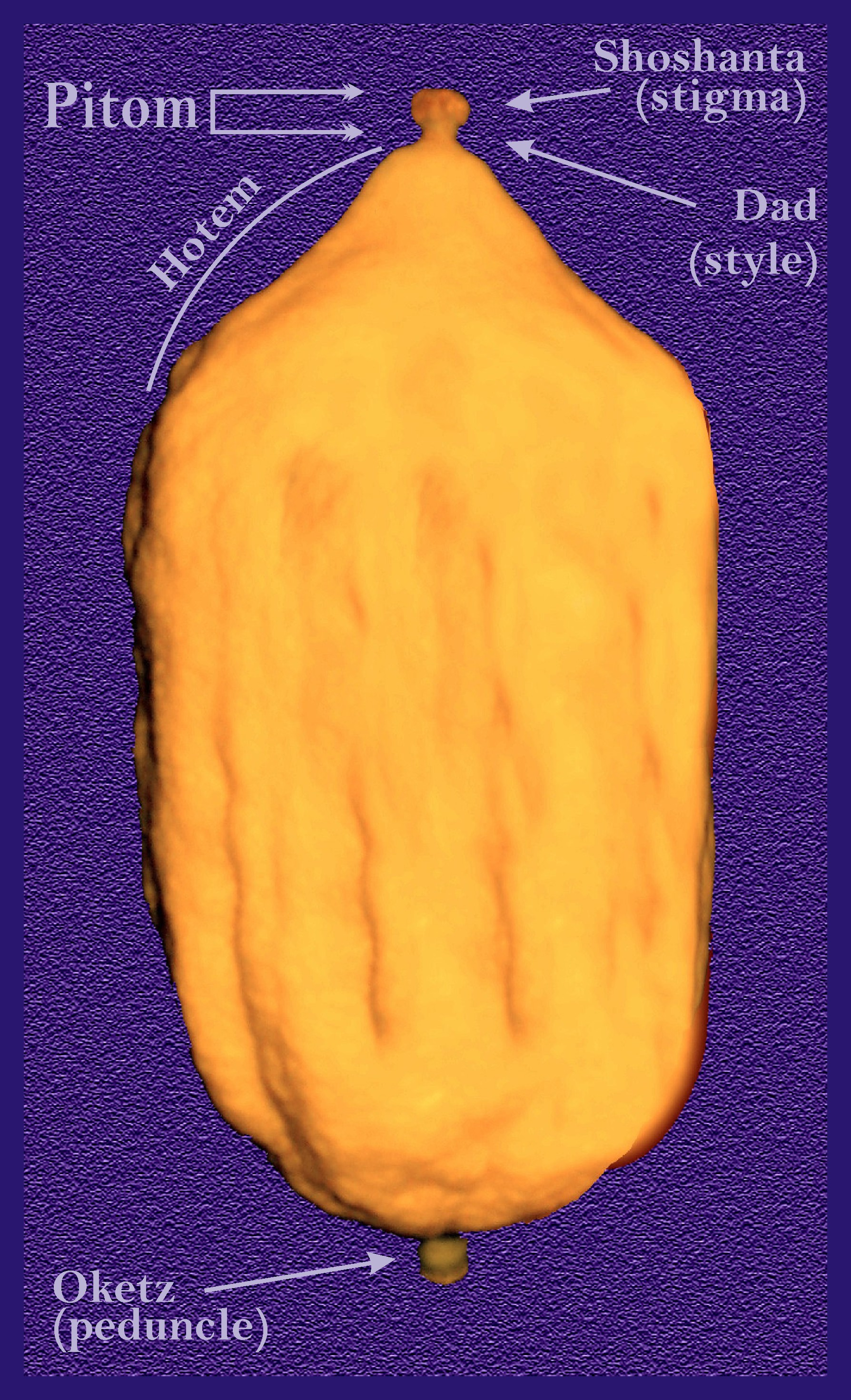
Схема галахических свойств этрога

Часть этрога, называемая Питам или питом (ивр. פיטום‬‎), состоит из столбика (ивр. דַד‬‎) и рыльца (ивр. שׁוֹשַׁנְתָּא‬‎), и обычно отваливается в процессе роста. Этрог с неповрежденным питамом считается особенно ценным. Если весь питам, то есть рыльце и столбик, отломаны полностью неестественным путём, то этрог не является кошерным для ритуального использования.

### Метод консервациипитама
Питам сохраняют сегодня благодаря ауксину, открытому Элиезером Э. Гольдшмидтом, почётным профессором садоводства в Еврейском университете. Работая с гормоном пиклорамом он случайно обнаружил его влияние на сохранение питама . Цитрусовые, за исключением гибридов этрога или цитрона, таких как бергамот, обычно не сохраняют питательную ценность. Если же сохраняют, то их питамимы, как правило, сухие, впалые и очень хрупкие.
Экспериментируя с пиклорамом в лаборатории, Гольдшмидт нашёл правильную «дозу» для сохранения питама.

## Чистота
Чтобы цитрон был кошерным, его нельзя прививать или скрещивать с другими видами. Используются лишь несколько традиционных сортов и плантации находятся под строгим надзором раввина.

### Генетические исследования

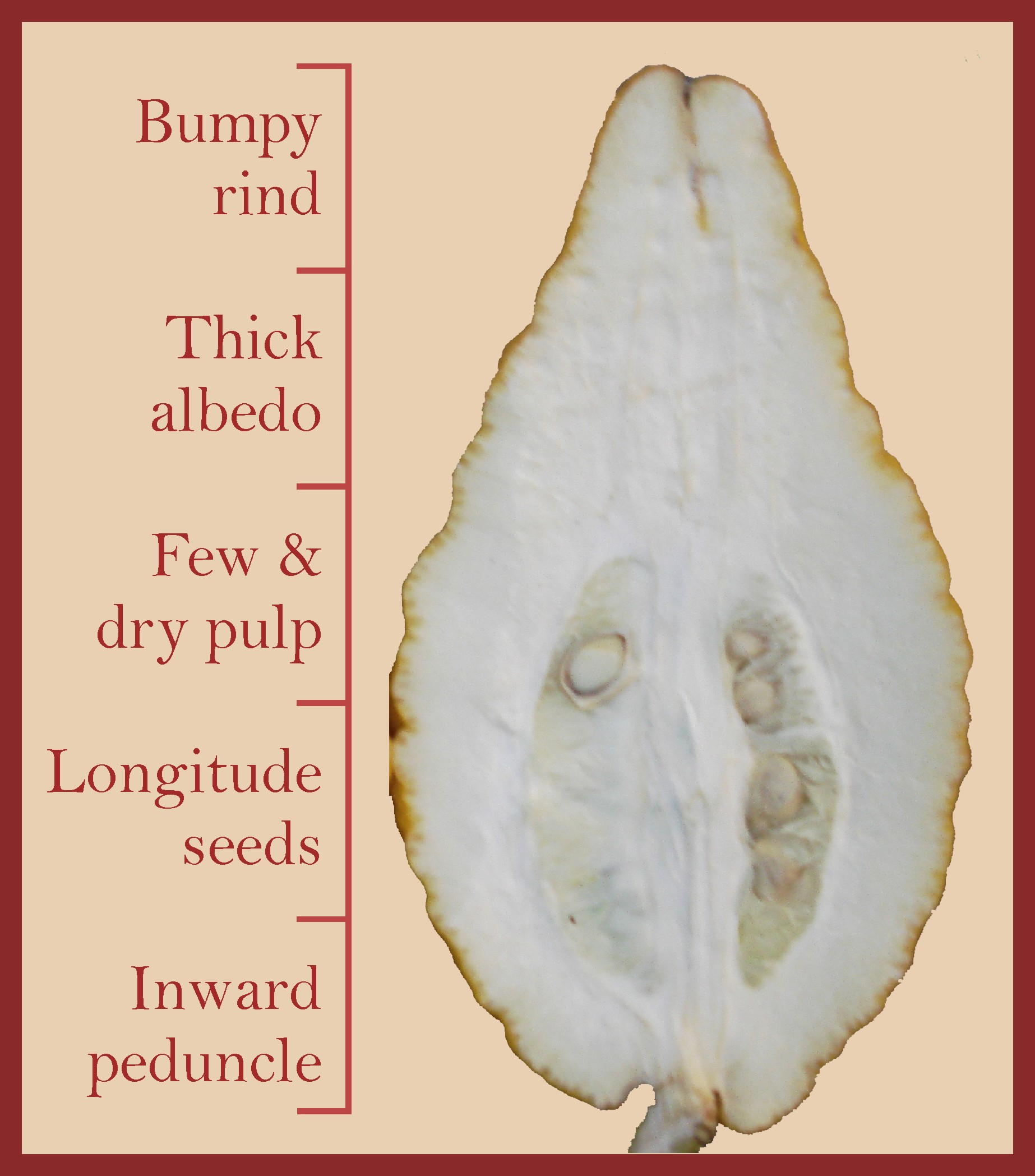
Поперечный разрез цитрона сорта «Балади» с признаками чистоты.

Используют такие сорта цитрона, как цитрон Диаманте из Италии, греческий цитрон, цитрон Балади из Израиля, а также марокканский и йеменский цитроны.
Элиезер Э. Гольдшмидт и его коллеги провели общее исследование ДНК цитрона, выделив двенадцать кошерных (чистых) образцов.
Пальчатые и флорентийские цитроны для ритуала не используются. Корсиканский цитрон недавно вновь стали использовать в ритуальных целях.

### Отбор и выращивание
Раввинские индикаторы чистоты этрогов:
- толстая кожура, контрастирующая с его скудными сегментами мякоти, которые также почти сухие
- внешняя поверхность кожуры ребристая и бородавчатая
- ножка немного утоплена внутрь

Более поздним и не столь широко распространенным признаком является ориентация семени. Признак кошерности — семена, расположенные вертикально, если только они не перекрыты соседними семенами (у лимонов и гибридов семена расположены горизонтально, даже если они не перекрыты.
Этрог обычно выращивают из черенков возрастом от двух до четырёх лет. Дерево начинает плодоносить примерно через четыре года после посадки черенков. Дерево, выращенное из семени, не плодоносит в течение примерно семи лет, и в нём могут произойти некоторые генетические изменения.

## Обычаи

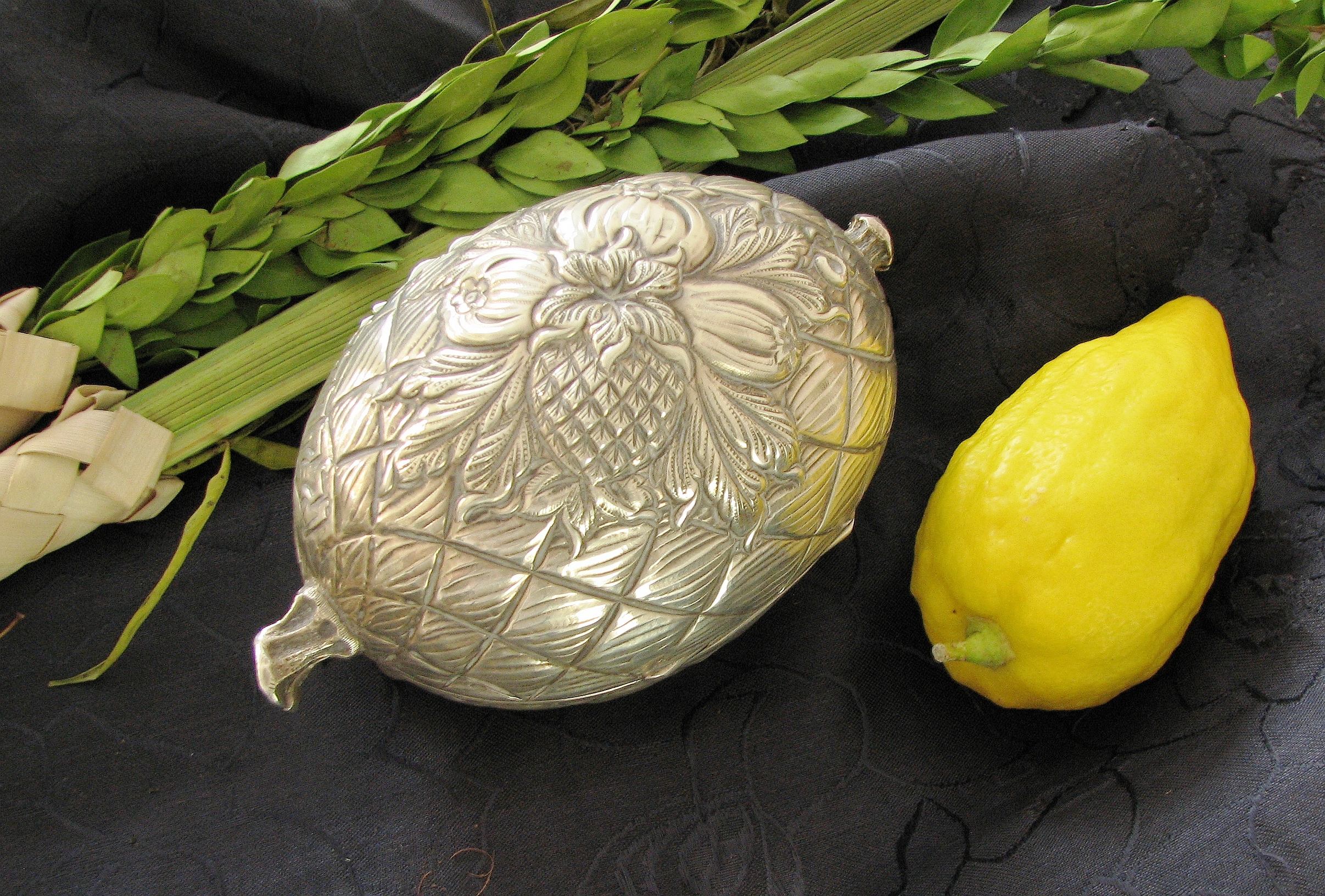
Этрог (цитрон) и чехол для него

Чтобы защитить этрог , его традиционно заворачивают в шелковистые льняные волокна и хранят в специальной декоративной шкатулке, часто сделанной из серебра.
После праздника употребление этрога или варенья из этрога считается сегулой (эффективным средством) для женщин, способствующим легким родам. Распространенный ашкеназский обычай — сохранять этрог до праздника Ту би-Шват и есть его в засахаренном виде или в виде цуката. Из этрога делают варенье, ликёр. Используют в помандере (в кожуру вставляют гвоздику, которую используют во время церемонии Хавдала после Шаббата).
Этроги, выращиваемые в Израиле, не являются пищевыми продуктами, из-за большого количества пестицидов, используемых при их выращивании.